# Забавы и игры
«Забавы и игры» (англ. The Outer Limits: Fun and Games) — телефильм, 27 серия 1 сезона телесериала «За гранью возможного» 1963—1965 годов. Режиссёр: Герд Освальд. В ролях — Ник Адамс, Нэнси Мэлоун, Рэй Келлогг, Билл Хэрт, Роберт Джонсон.
Сюжет этой серии очень похож на более позднюю серию телесериала «Звездный путь» под названием «Арена» (1967), основанная на рассказе Фредерика Брауна. Также и внешний вид инопланетного ящера в обоих сериалах очень похож.

## Вступление
Это был момент во времени, когда те, кто были выдающимися и сильными, были игривыми, и когда они брали перерыв в своем изнурительном и внушительном продвижении к величию, они пополняли свои более темные страсти забавами и играми. На планете Земля такие игры были цивилизованными, но истощили всех до последней капли крови…

## Сюжет
Майку Бенсону и Лоре Хэнли, каждый из которых изрядно потрепан жизнью, предлагают шанс для спасения — в некотором роде. Они могут спасти Землю от того, чтобы она была уничтожена катастрофами в течение нескольких лет — если будут развлекать пресытившуюся внеземную аудиторию. Но только, если они обеспечат альтернативное развлечение, борясь до смерти с двумя примитивными инопланетянами, которые так же борются за спасение их собственного далёкого мира.